# Sollentuna (đô thị)
Đô thị Sollentuna (tiếng Thụy Điển: Sollentuna kommun) là một đô thị ở hạt Stockholm của Thụy Điển. Thủ phủ là thị xã Sollentuna. Dân số thời điểm 31 tháng 12 năm 2000 là 58048 người.